# 1067
Évszázadok: 10. század – 11. század – 12. század
Évtizedek: 1010-es évek – 1020-as évek – 1030-as évek – 1040-es évek – 1050-es évek – 1060-as évek – 1070-es évek – 1080-as évek – 1090-es évek – 1100-as évek – 1110-es évek
Évek: 1062 – 1063 – 1064 – 1065 –  1066 – 1067 – 1068 – 1069 – 1070 – 1071 – 1072

## Események
- május 21. – X. Kónsztantinosz bizánci császár halála után özvegye Eudokia Dukaina lép a trónra (december 31-én lemond második férje IV. Rómanosz javára, 1071-ben másodszor is trónra lép, de még az évben fia VII. Mikhaél megfosztja a tróntól).
- Salamon és a hercegek Dmitar Zvonimir horvát király szövetségeseiként együtt harcolnak a karantánok ellen.
- Megkezdődik a londoni Tower építése.
- Wartburg várának építése Türingiában.

## Halálozások
- május 21. – X. Kónsztantinosz bizánci császár (* 1006)
- szeptember 1. – V. Balduin, Flandria grófja